# 1699 en santé et médecine
| Années de la santé et de la médecine : 1696 - 1697 - 1698 - 1699 - 1700 - 1701 - 1702    |
| Décennies de la santé et de la médecine : 1660 - 1670 - 1680 - 1690 - 1700 - 1710 - 1720 |

Cet article présente les faits marquants de l'année 1699 en santé et médecine.

## Événements
- 21 avril : mort de Racine des suites d'un abcès ou d'une tumeur au foie[1].

## Naissances
- 12 septembre : John Martyn (mort en 1768), botaniste anglais qui pratiqua la médecine sans avoir obtenu aucun titre de docteur[2],[3].
- 26 novembre : Giovanni Battista De Bonis (it) (mort en 1772), médecin italien.

## Décès
- 2 avril : Pierre Pomet (né en 1658), pharmacien français.